# Syndicat mixte des transports des Alpes-Maritimes
 (juin 2024).
La mise en forme du texte ne suit pas les recommandations de Wikipédia : il faut le « wikifier ».
Les points d'amélioration suivants sont les cas les plus fréquents. Le détail des points à revoir est peut-être précisé sur la page de discussion.
- Les titres sont pré-formatés par le logiciel. Ils ne sont ni en capitales, ni en gras.
- Le texte ne doit pas être écrit en capitales (les noms de famille non plus), ni en gras, ni en italique, ni en « petit »…
- Le gras n'est utilisé que pour surligner le titre de l'article dans l'introduction, une seule fois.
- L'italique est rarement utilisé : mots en langue étrangère, titres d'œuvres, noms de bateaux, etc.
- Les citations ne sont pas en italique mais en corps de texte normal. Elles sont entourées par des guillemets français : « et ».
- Les listes à puces sont à éviter, des paragraphes rédigés étant largement préférés. Les tableaux sont à réserver à la présentation de données structurées (résultats, etc.).
- Les appels de note de bas de page (petits chiffres en exposant, introduits par l'outil «  Source ») sont à placer entre la fin de phrase et le point final[comme ça].
- Les liens internes (vers d'autres articles de Wikipédia) sont à choisir avec parcimonie. Créez des liens vers des articles approfondissant le sujet. Les termes génériques sans rapport avec le sujet sont à éviter, ainsi que les répétitions de liens vers un même terme.
- Les liens externes sont à placer uniquement dans une section « Liens externes », à la fin de l'article. Ces liens sont à choisir avec parcimonie suivant les règles définies. Si un lien sert de source à l'article, son insertion dans le texte est à faire par les notes de bas de page.
- La présentation des références doit suivre les conventions bibliographiques. Il est recommandé d'utiliser les modèles {{Ouvrage}}, {{Chapitre}}, {{Article}}, {{Lien web}} et/ou {{Bibliographie}}. Le mode d'édition visuel peut mettre en forme automatiquement les références.
- Insérer une infobox (cadre d'informations à droite) n'est pas obligatoire pour parachever la mise en page.

Pour une aide détaillée, merci de consulter Aide:Wikification.
Si vous pensez que ces points ont été résolus, vous pouvez retirer ce bandeau et améliorer la mise en forme d'un autre article.
Le Syndicat mixte des transports des Alpes-Maritimes (SYMITAM) est une entité publique française créée le 20 avril 2005. Ce syndicat mixte ouvert avait pour mission la coordination multimodale des déplacements en transports en commun dans le département des Alpes-Maritimes.

## Profil financier
Le financement du SYMITAM provient principalement des contributions budgétaires de ses membres. Le syndicat ne bénéficie pas de bonification de la Dotation Globale de Fonctionnement (DGF), ni de dotation de solidarité communautaire (DSC). De plus, il ne perçoit pas de taxes ou de redevances liées à l'enlèvement des ordures ménagères.

## Population et groupement
- Population totale regroupée: 1 060 323
- Densité moyenne: 331,42 hab/km²
- Nombre total de membres: 6
  - 5 groupements membres :
    - Communauté d'agglomération de la Riviera française
    - Communauté d'agglomération Sophia Antipolis
    - Communauté d'agglomération Cannes Pays de Lérins
    - Communauté d'agglomération du Pays de Grasse
    - Métropole Nice Côte d'Azur

  - 1 organisme public :
    - Département des Alpes-Maritimes

## Compétences
Le SYMITAM exerce une compétence principale : l'aménagement de l'espace et l'organisation des transports urbains. Ses compétences obligatoires incluent :
- La coordination des services de transport organisés par ses membres[2]
- La mise en place et la gestion du système d'information multimodale concernant les services de transport public desservant les Alpes-Maritimes
- La mise en place et la gestion du système de tarification et de billetterie multimodale

En outre, le syndicat peut, en accord avec les Autorités Organisatrices associées, assurer :
- L'organisation de services publics réguliers, y compris de navettes maritimes, ou de services à la demande
- La réalisation et la gestion d'équipements et d'infrastructures de transport

## Adhésion à des groupements
Le SYMITAM est adhérent au Syndicat Mixte des Collectivités territoriales informatisées des Alpes-Méditerranée (SICTIAM).